# Reginald Rudd
Reginald George „Reg“ Rudd (* 24. Oktober 1892 in Paddington; † 26. September 1953 in Shenley) war ein englischer Fußballschiedsrichter.

## Sportlicher Werdegang
Rudd leitete in den 1920er und 1930er Jahren Spiele in der Football League und Wettbewerben der Football Association, ehe der Ausbruch des Zweiten Weltkriegs den Spielbetrieb zum Erliegen brachte. Dabei stand er im Wettbewerb um den FA Cup 1936/37 im Finalspiel zwischen AFC Sunderland und Preston North End als Spielleiter auf dem Rasen des Wembley-Stadion, in dem die Black Cats durch einen 3:0-Erfolg ihren ersten Pokalsieg holten.
Am 5. Mai 1929 stand Rudd erstmals als Spielleiter eines Länderspiels auf dem Platz, Gastgeber Belgien setzte sich dabei mit 3:1 gegen die Niederlande durch. Bis zu seinem letzten Länderspieleinsatz im April 1938 leitete er insgesamt neun Nationalmannschaftsspiele.